# Regenbogenfischverwandte
Die Regenbogenfischverwandten (Melanotaenioidei), eine Unterordnung der Atheriniformes, sind überwiegend Süßwasserfische aus Gebieten, die an den südlichen Indischen Ozean angrenzen.

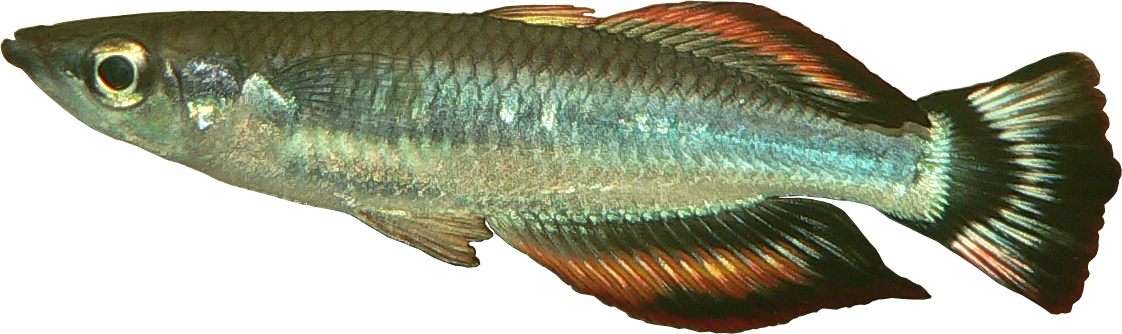
Bedotia spec.

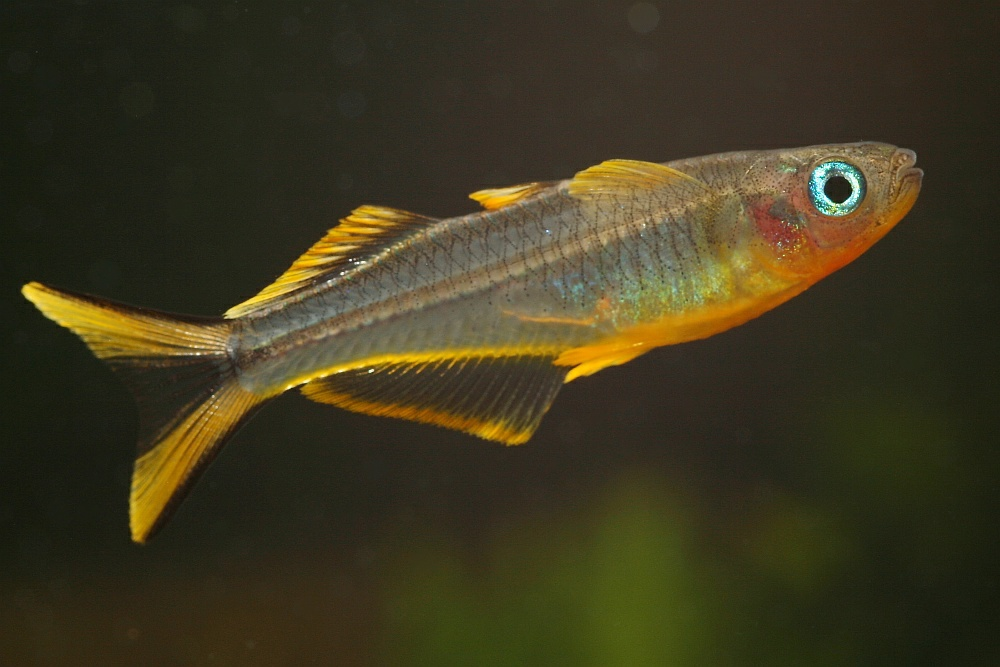
Gabelschwanz-Blauauge (Pseudomugil furcatus)

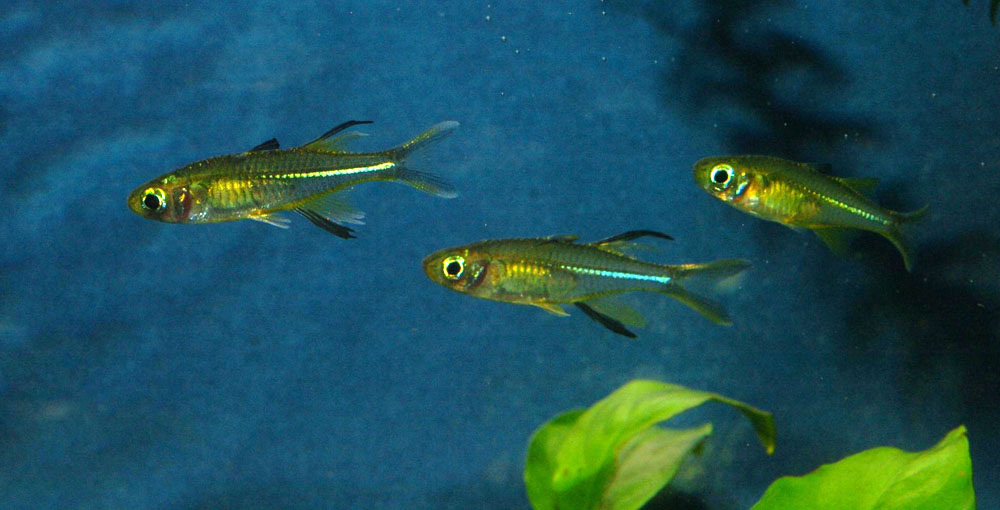
Celebes-Ährenfisch (Marosatherina ladigesi)

## Vorkommen
Die meisten Arten leben in Süßwasserseen, Bächen und Sümpfen auf Madagaskar, Sulawesi, Australien und Neuguinea. Melanotaeniidae und Bedotiidae werden manchmal auch im Brackwasser gefunden, leben aber nicht dauerhaft dort. Einige Arten der Pseudomugilidae und Telmatherinidae leben dauerhaft in Brack- oder Seewasser.
Viele Arten sind in der Natur sehr gefährdet durch das Aussetzen von fremden Arten in ihren Heimatgewässern, sowie durch rapide fortschreitende Umweltzerstörung (insbesondere in Madagaskar, aber auch Sulawesi und Neuguinea). Sie zeichnen sich durch ihre Farben- und Formenvielfalt aus. Große Arten können ein Alter von sechs Jahren erreichen, kleine Arten sind in der Natur oft ein- oder zweijährig.
Es handelt sich insbesondere bei den farbenprächtigen Arten aus der Familie der Regenbogenfische oft um ausgezeichnete Aquarienfische, die sich zunehmender Beliebtheit erfreuen.

## Systematik
Die systematische Zuordnung der Regenbogenfischverwandten ist bis heute nicht eindeutig geklärt. Nach neuesten phylogenetischen Untersuchungen werden zu der neu aufgestellten Unterordnung der Melanotaenioidei (Regenbogenfischverwandte) innerhalb der Atheriniformes die Familien Bedotiidae, Melanotaeniidae, Pseudomugilidae und Telmatherinidae gezählt.
- Bedotiidae mit 16 beschriebenen und zahlreichen unbeschriebenen Arten in 2 Gattungen. Vorkommen ausschließlich auf Madagaskar und vorgelagerten Inseln.
  - Bedotia, 9 beschriebene und rund ein Dutzend unbeschriebene Arten
  - Rheocles, 7 beschriebene und 3 unbeschriebene Arten

- Regenbogenfische (Melanotaeniidae) mit mehr als 100 beschriebenen Arten, sowie noch weiteren unbestimmten Arten oder Formen in 7 Gattungen. Vorkommen in Australien, Neuguinea, und verschiedenen vorgelagerten Inseln.
  - Cairnsichthys, 1 Art in Australien
  - Chilatherina, 11 Arten in Neuguinea
  - Glossolepis, 9 Arten in Neuguinea
  - Iriatherina, 1 Art in Australien und Neuguinea
  - Melanotaenia, ca. 85 beschriebene und einige unbeschriebene Arten
  - Pelangia, 1 Art in West-Papua
  - Rhadinocentrus, 1 Art in Australien

- Blauaugen (Pseudomugilidae) mit 18 beschriebenen und einigen unbeschriebenen Arten in 3 Gattungen.
  - Kiunga, 2 Arten in Neuguinea
  - Pseudomugil, 15 beschriebene und einige unbeschriebene Arten in Australien und Neuguinea
  - Scaturiginichthys, 1 Art in Zentralaustralien

- Sulawesi-Regenbogenfische (Telmatherinidae) mit 18 beschriebenen Arten in 5 Gattungen.
  - Kalyptatherina, 1 Art im Meer vor West-Neuguinea
  - Marosatherina, 1 Art auf Sulawesi
  - Paratherina, 4 Arten auf Sulawesi
  - Telmatherina, 10 Arten auf Sulawesi
  - Tominanga, 2 Arten auf Sulawesi